# فرانسيس مورو
فرانسيس مورو (بالفرنسية: Francis Moreau)‏ مواليد 21 يوليو 1965 في أن، فرنسا، هو دراج فرنسي سابق. سبق أن شارك في دورة الألعاب الأولمبية الصيفية وفاز بميدالية أولمبية.

## الميداليات
| الميدالية | المسابقة                       |
| --------- | ------------------------------ |
| ذهبية     | الألعاب الأولمبية الصيفية 1996 |

## روابط خارجية
- فرانسيس مورو على موقع أرشيف الدراجات (الإنجليزية)
- فرانسيس مورو على موقع إحصائيات الدراجات الإحترافية (الإنجليزية)
- فرانسيس مورو على موقع أوليمبيديا (الإنجليزية)